# Cobthach Cóel Breg
Cobthach Cóel Breg („Cobthach, der Magere von Brega“) war der Name eines sagenhaften irischen Hochkönigs. Seine Vorgänger als Hochkönig waren sein Vater Úgaine Mor und sein Bruder Lóegaire Lorc, Nachfolger sein Neffe Labraid Moen. Nach dem Annála Ríoghdhachta Éireann („Annalen der vier Meister“) regierte er von 592 bis 542 v. Chr., nach den Foras feasa ar Éirinn („Wissensgrundlage über Irland“) von 409 bis 379, nach dem Lebor Gabála Érenn („Das Buch der Landnahmen Irlands“) von 357 bis 307.

## Orgain Denna Ríg
In der Erzählung Orgain Denna Ríg („Das Morden von Dinn Ríg“) wird berichtet, wie Cobthach an die Macht kommt und sie wieder verliert.
Angeblich soll er seinen Bruder Lóegaire Lorc so sehr gehasst haben, dass er aus Zorn nichts aß und deshalb den Spitznamen Cóel („der Magere“) bekam. Um König zu werden, vergiftet er seinen Bruder und auch seinen Vater Úgaine Mor und usurpiert die Königswürde. Wie eine andere Version berichtet, lässt sich Cobthach eine besonders grausame List einfallen: Er stellt sich tot, lässt sich aufbahren – mit einem Rasiermesser in der Hand – und als sich sein Bruder trauernd über ihn beugt, schneidet er diesem die Kehle durch.
Cobthach zwingt seinen Neffen Labraid Moen, den Sohn Lóegaire Lorcs, dessen Beliebtheit im Land er fürchtet, die Herzen der beiden Ermordeten und eine Maus zu essen und jagt den darauf vor Entsetzen stumm gewordenen ins Exil nach Leinster. Von dort vertreibt er ihn ebenfalls trotz eines gegenteiligen Versprechens. In Munster gewinnt dieser die Unterstützung des Königs Scoriath und erobert mit seiner Hilfe die Burg seines Vaters, Dinn Ríg (im County Carlow), zurück. Cobthach wird nun von Labraids Mutter und deren Hofnarren, die sich beide bewusst für Labraid opfern wollen, in eine Falle gelockt. Sie bereden ihn, ihnen in ein eisernes Haus zu folgen, in das er ihnen ahnungslos folgt, da beide ebenfalls mit ihm hineingehen. Dann lässt Labraid die Wände erhitzen, so dass alle drinnen sterben müssen. Diese grausame Rache bringt ihm den Beinamen Lore („der Grimmige“) ein – ob er vom Opfer seiner Mutter wusste, wird nicht berichtet.